# Regina Baltica
Le Regina Baltica est un ferry appartenant à la compagnie espagnole Baleària. Construit de 1979 à 1980 aux chantiers Wärtsilä de Turku pour la société finlandaise Rederi Ab Sally, il portait à l'origine le nom de Viking Song. Mis en service en août 1980 sur les lignes de Viking Line entre la Finlande et la Suède, il est le sister-ship du Viking Saga et à l'époque le navire le plus luxueux en service sur cette ligne. Vendu en 1985 à l'armateur Fred. Olsen & Co., le navire est renommé Braemar et affecté entre la Norvège, le Danemark et le Royaume-Uni. Revendu en 1991 à la compagnie soviétique Baltic Shipping, il est rebaptisé Anna Karenina (Анна Каренина) et employé entre l'URSS (puis la Russie), la Suède et l'Allemagne. Cédé en 1996 à la compagnie estonienne ESCO, il est affecté entre l'Estonie et la Suède sous le nom de Regina Baltica, dans un premier temps sous les couleurs d'EstLine puis de Tallink à partir de décembre 2000. Transféré en 2006 sur les lignes entre la Lettonie et la Suède, il est finalement retiré du service en 2009 puis affrété par différents armateurs tels que la compagnie espagnole Acciona Trasmediterranea qui l'exploitera entre l'Espagne et le Maroc ou encore la société Sweoffshore qui l'emploiera en tant qu'hôtel flottant au Royaume-Uni ou en Allemagne. Racheté en 2017 par la compagnie espagnole Baleària, il est affecté depuis sur les lignes reliant l'Espagne à l'Algérie et navigue plus récemment entre la France et le Maroc.

## Histoire

### Origines et construction
Durant les années 1970, l'augmentation du trafic sur les lignes maritimes reliant la Finlande à la Suède a favorisé l'émergence de deux opérateurs regroupant les services et les flottes de différents armateurs finlandais et suédois. Tout au long de la décennie, une concurrence progressive s'est mise en place entre les compagnies Viking Line et Silja Line guidée par l'évolution de la clientèle réclamant plus de confort à bord. À l'aube des années 1980, la flotte de Silja Line est la plus performante et la plus luxueuse exploitée en mer Baltique avec notamment ses trois sister-ships Svea Corona, Wellamo et Bore Star, mis en service entre 1975 et 1976. Malgré une flotte moderne et performante, les compagnies propriétaires de Viking Line, Rederi Ab Sally, SF-Line et Rederi Ab Slite décident d'investir dans le renouvellement de leur outil naval. Des trois armateurs, Rederi Ab Sally détient le projet le plus ambitieux pour Viking Line. La société envisage en effet la construction de deux navires destinés à naviguer entre Helsinki et Stockholm.
Commandés aux chantiers Wärtsilä de Turku, ces futurs navires sont prévus pour être bien plus imposants que les précédentes unités de Viking Line. Avec une longueur de 145 mètres et un tonnage d'environ 14 000 UMS, ils affichent des dimensions similaires à celles du trio de Silja Line. Mais ces nouveaux navires se démarquent par une conception bien plus originale que celle de leurs rivaux. Leur aspect extérieur très anguleux leur donne en effet une allure massive, de même que leur étrave très large. D'autres éléments confèrent à ces navires une apparence particulière tels que l'emplacement de la passerelle de navigation semblable à une tour de contrôle mais aussi la disposition des embarcations de sauvetage, intégrées dans le bordée de la coque, ce qui permet alors de dégager les ponts supérieurs, habituellement encombrés par les dispositifs de sécurité. Par rapport aux anciens navires de la compagnie, le confort et la qualité des locaux destinés aux passagers ont été considérablement revus à la hausse avec plusieurs espaces de restauration, de divertissement, une galerie marchande mais aussi des salles de conférences ainsi qu'un sauna et une piscine intérieure. Prévus pour transporter 2000 passagers, dont une grande majorité en cabine, et 460 véhicules au sein d'un garage central occupant une surface de quatre niveaux, leur capacité s'adapte à la tendance du trafic toujours à la hausse.
Le deuxième navire, baptisé Viking Song, est mis sur cale le 15 octobre 1979 et lancé le 15 février 1980. Après six mois et demi de finitions, il est livré à Rederi Ab Sally le 29 août 1980.

### Service

#### Viking Line (1980-1985)

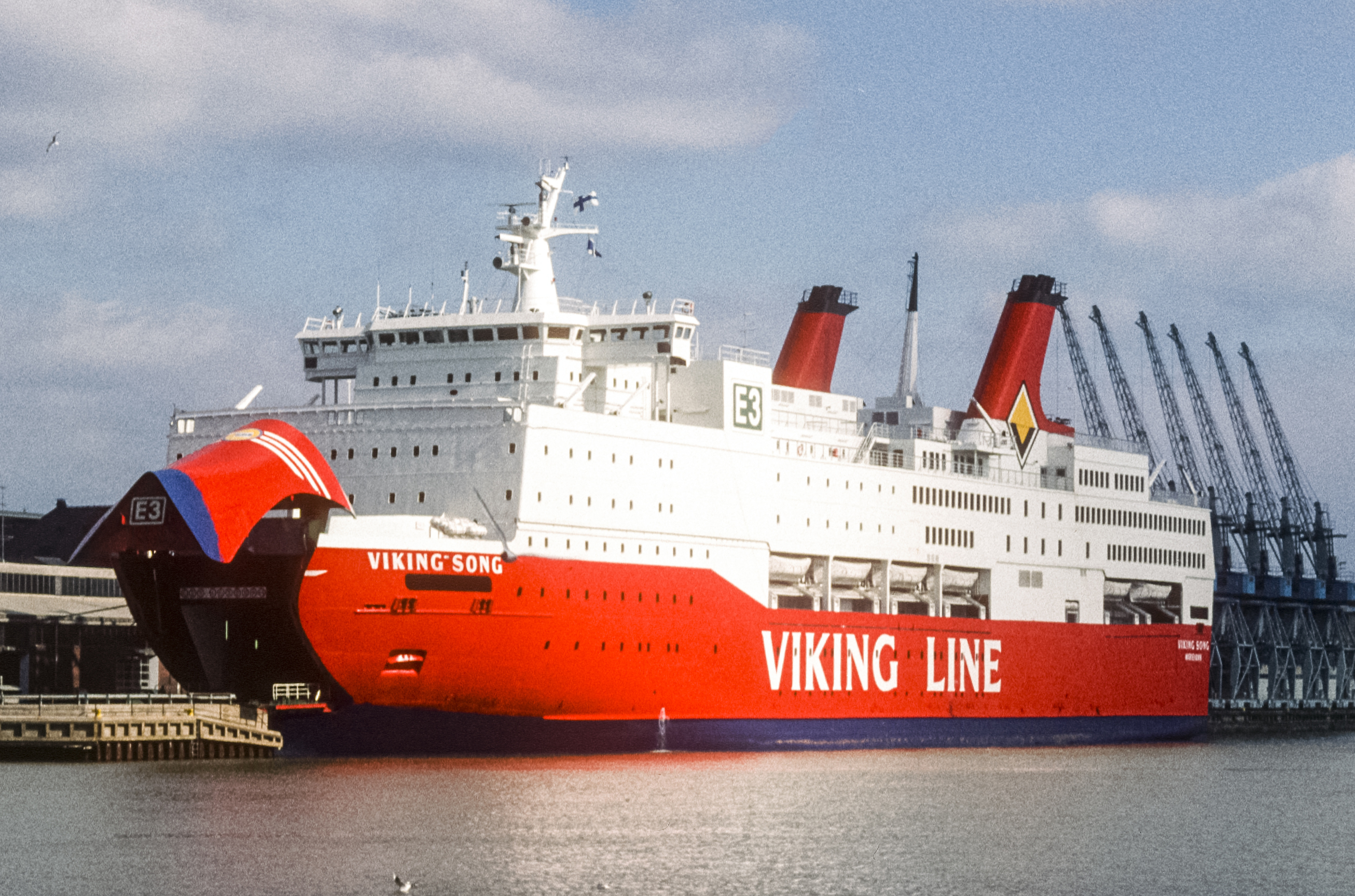
Le Viking Song à Helsinki en 1981.

Le Viking Song commence son exploitation commerciale le 30 août 1980 entre Helsinki et Stockholm. Il rejoint son sister-ship le Viking Saga, mis en service deux mois auparavant. Dès leurs premières années de service, leurs performances se révèlent toutefois décevantes, notamment en raison de l'arrivée en 1981 de la nouvelle paire de Silja Line formée par les Finlandia et Silvia Regina, nettement plus imposants et disposant d'un confort supérieur. Les sommes importantes investies par Sally pour la construction de ces navires peinent à être rentabilisées, ce qui place alors l'armateur dans une situation délicate.
Au milieu des années 1980, Rederi Ab Sally, endettée, ne peut plus investir dans la construction de nouvelles unités. Afin de se maintenir au niveau de Silja Line, SF-Line et Rederi Ab Slite lancent la construction de deux cruise-ferries jumeaux destinés à supplanter les navires de Sally entre Helsinki et Stockholm.
En prévision de l'arrivée du nouveau Mariella, le Viking Song est vendu le 29 janvier 1985 à l'armateur norvégien Fred. Olsen & Co.. Une fois son remplaçant livré, le navire achève sa dernière traversée pour Viking Line le 12 mai, après seulement quatre ans et demi de service.

#### Fred. Olsen & Co. (1985-1996)

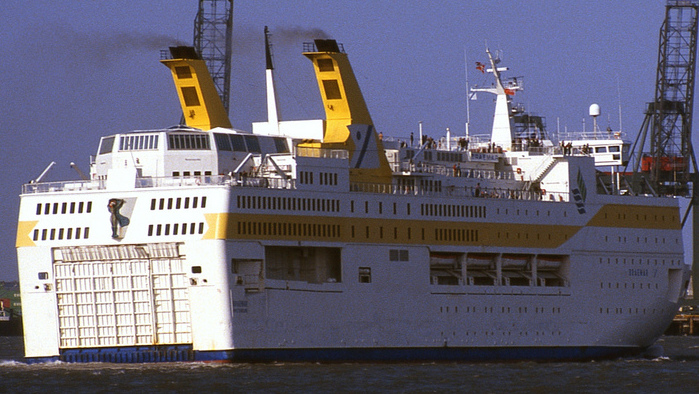
Le Braemar en 1986.

Livré le 15 mai 1985 à son nouveau propriétaire, le navire est renommé Braemar. Transformé aux chantiers allemands Blohm + Voss de Hambourg, il subit quelques modifications au niveau de ses aménagements avec notamment l'ajout d'une véranda au dessus de la discothèque. Il est également repeint aux couleurs de l'armateur norvégien avec une coque blanche et des bandes jaunes au niveau des hublots des ponts 6 et 7. Inauguré à Kristiansand le 8 juin, il est mis en service ce même jour entre la Norvège, le Danemark et le Royaume-Uni.
En décembre 1990, Fred. Olsen décide d'abandonner l'exploitation de car-ferries et vend cette activité à la compagnie Color Line. Le Braemar est cependant conservé par l'armateur et affrété par la compagnie soviétique Baltic Shipping en janvier 1991. Renommé dans un premier temps Baltica, il est alors envisagé que le navire soit mis en service sur une ligne reliant Léningrad à Stockholm, mais le projet ne se réalise pas. Sans affectation, il est utilisé par l'armée rouge entre janvier et mars afin de rapatrier les troupes soviétiques postées en ex-Allemagne de l'Est sous le nom d‘Anna Karenina. Au cours des différents voyages le navire est vandalisé par les soldats, ce qui nécessite une importante remise en état qui est effectuée à Hambourg.
Une fois les réparations achevées, l‘Anna Karenina est employé sur une ligne régulière entre l'URSS, la Suède et l'Allemagne à compter de mars 1991. Tout d'abord exploité sous pavillon soviétique, il sera enregistré sous pavillon russe à la chute de l'Union soviétique.
Le 30 juin 1992, il est victime d'un incendie au niveau de la salle des machines alors qu'il se trouve à quai à Saint-Pétersbourg. L'équipage procède alors rapidement à l'évacuation des 700 passagers qui se déroule dans le calme et sans faire de blessé. Relativement endommagé, le navire est immobilisé jusqu'au mois d'août pour réparations.
En janvier 1996, la compagnie Baltic Shipping cesse ses activités en raison d'importantes difficultés financières. Désarmé à Rostock, le navire est restitué à Fred. Olsen. lorsque la charte d'affrètement expire le 22 mars. À l'issue de son arrêt technique effectué aux chantiers Blohm + Voss, il est rebaptisé Anna K. Immobilisé jusqu'au mois de juin, il est finalement cédé à la société suédoise Nordström & Thulin.

#### EstLine/Tallink (1996-2017)
Après avoir quitté l'Allemagne pour rejoindre l'Estonie, le navire intègre la flotte de la compagnie estonienne EstLine à la suite de quelques travaux de transformation au cours desquels sa coque est repeinte en bleu marine. Renommé Regina Baltica, il est mis en service le 28 juin 1996 entre l'Estonie et la Suède en remplacement du car-ferry Mare Balticum.

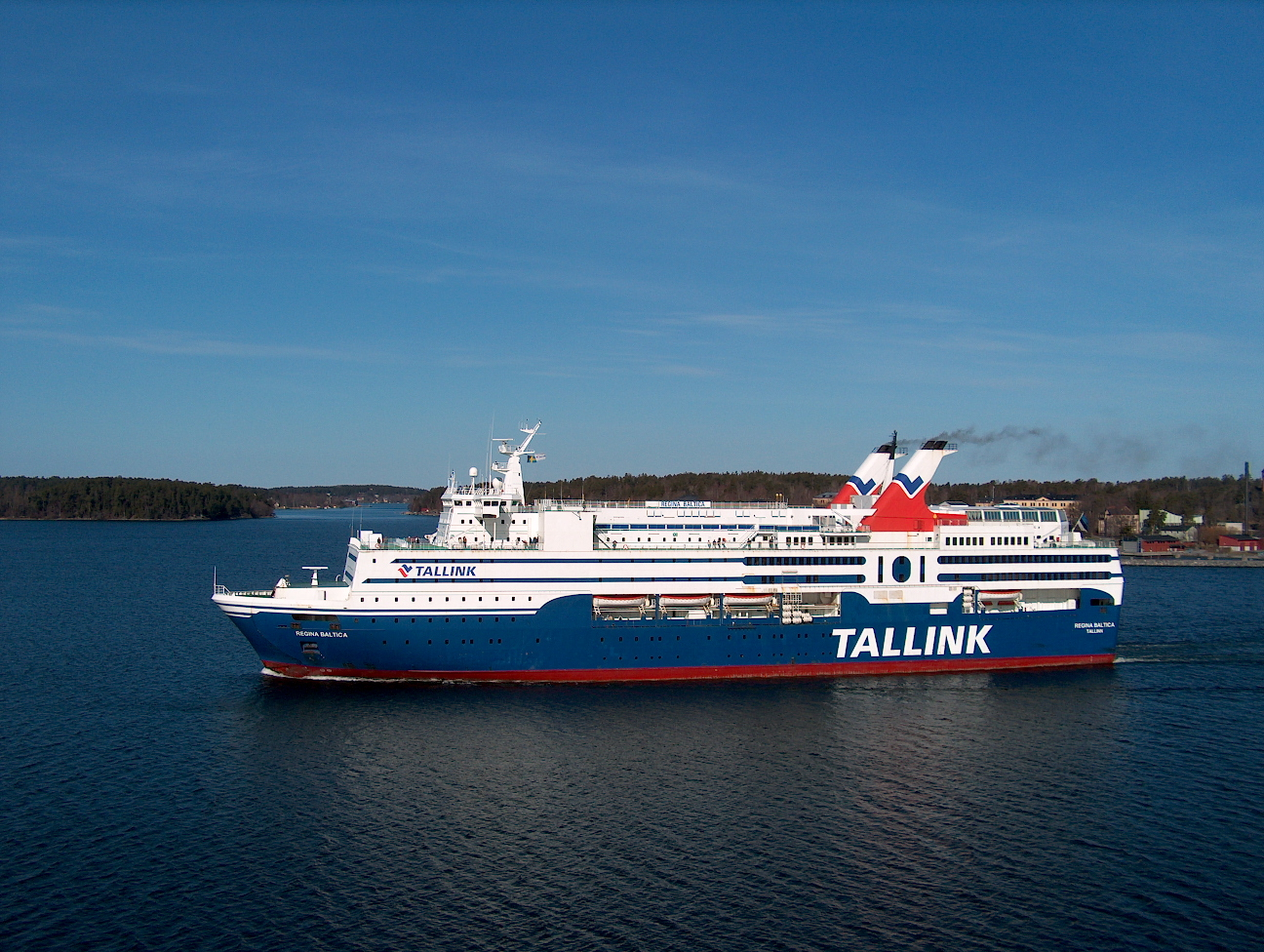
Le Regina Baltica sous les couleurs de Tallink.

En décembre 1997, le navire devient la propriété de la compagnie estonienne ESCO, copropriétaire d'EstLine, après que Nordström & Thulin ait décidé de quitter l'actionnariat de la société. À la fin de l'année 2000, ESCO décide de dissoudre la compagnie EstLine et de transférer ses activités et sa flotte au sein de son autre filiale Tallink. Le Regina Baltica passe alors sous les couleurs de Tallink le 5 janvier 2001.
À partir de mai 2004, en raison de l'entrée de l'Estonie dans l'Union européenne, la vente d'articles détaxés sur la ligne Tallinn - Stockholm devient interdite. Afin de permettre aux passagers de bénéficier des tarifs hors-taxes au sein des boutiques du bord, une escale à Mariehamn, chef lieu du territoire autonome d'Åland, est désormais effectuée à chaque traversée.
Du 9 février au 18 mars 2005, le Regina Baltica est affrété par l'OTAN afin d'être utilisé comme hôtel flottant en Norvège dans le cadre d'un exercice militaire.
Le 27 septembre, alors qu'il navigue dans l'archipel d'Åland, le navire s'échoue au large de Kapellskär. L'équipage parvient cependant à le dégager et le faire accoster au port où les passagers sont débarqués. Les dégâts conduisent à l'immobilisation du car-ferry jusqu'au 7 octobre.
En mai 2006, l'arrivée du cruise-ferry Galaxy entraîne le transfert du Romantika sur la liaison entre Tallinn, Mariehamn et Stockholm en remplacement du Regina Baltica. le navire est alors affecté à compter du 12 mai sur la ligne de Tallink reliant la Lettonie à la Suède où il se substitue au Fantaasia. Le 28 août, il est enregistré sous pavillon letton et immatriculé à Riga.

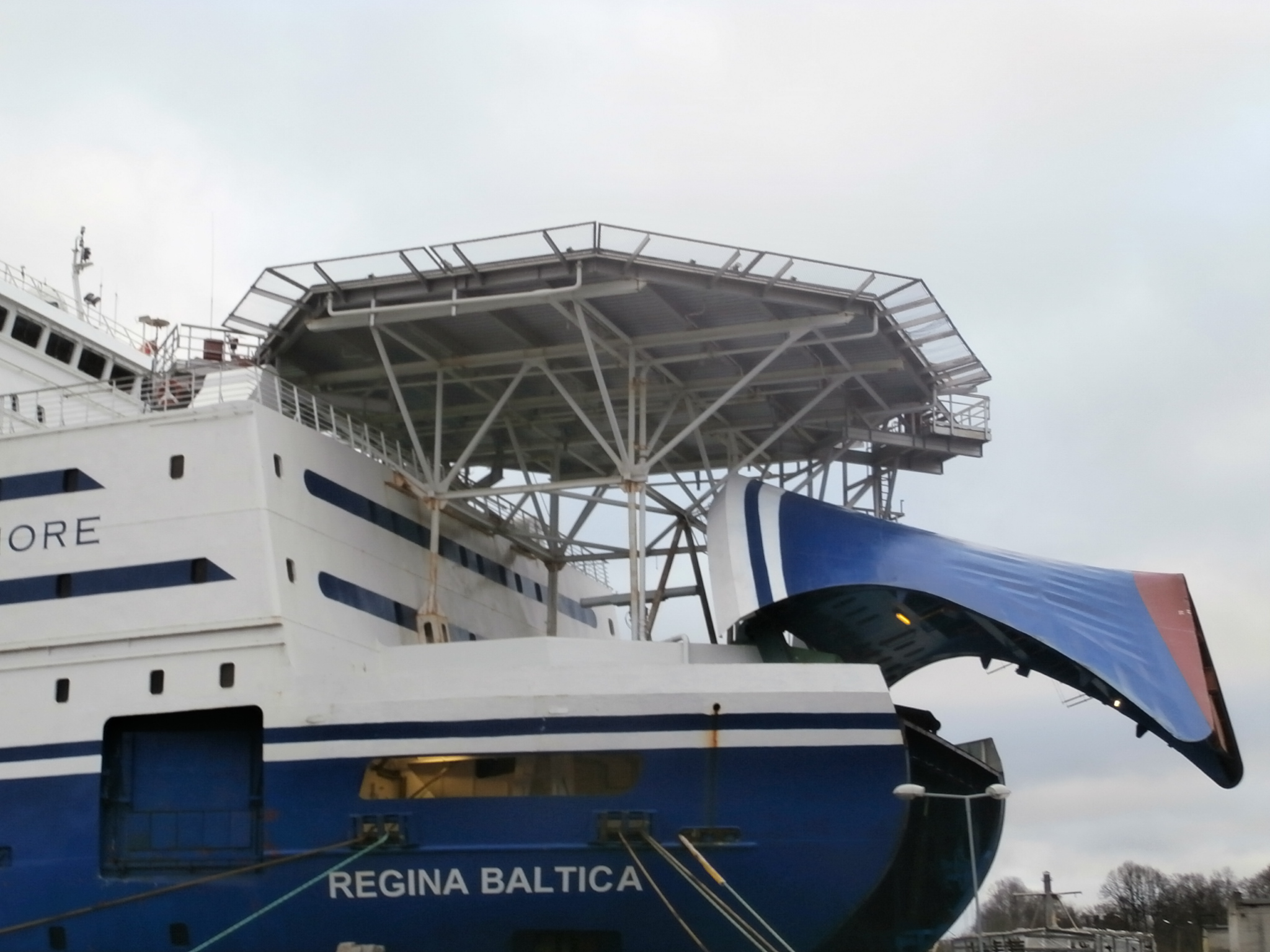
Le Regina Baltica équipé d'une piste d'atterrissage pour hélicoptère.

En raison de la livraison du nouveau cruise-ferry Baltic Queen en mai 2009, le Regina Baltica est de nouveau supplanté par le Romantika, transféré à l'occasion entre Riga et Stockholm. Retiré du service le 8 mai, le Regina Baltica est affrété en juin par la compagnie espagnole Acciona Trasmediterránea. Après avoir quitté la Lettonie pour rejoindre l'Espagne, il est employé durant l'été 2009 entre Almería et Nador au Maroc. À l'issue de l'affrètement au mois de septembre, il regagne Riga pour y être désarmé.
Le navire sera de nouveau affrété par Trasmediterránea au cours des étés 2010 et 2011 et naviguera également de septembre à octobre 2010 aux Îles Féroé entre Tórshavn et Tvøroyri afin de pallier l'arrêt technique du ferry Smyril.
En janvier 2012, le Regina Baltica est affrété pour servir d'hôtel flottant à Harwich afin de loger les ouvriers travaillant sur l'installations d'éoliennes. De retour à Riga à la fin du contrat en décembre, il est une nouvelle fois affrété en mars 2013, cette fois-ci par la société Sweoffshore afin d'être mis à disposition en tant qu'hôtel flottant. À l'occasion, quelques travaux sont réalisés à bord, tels que l'installation d'une piste d'atterrissage pour hélicoptère à la proue. Le navire est alors basé à Lerwick dans l'archipel des Shetland. Sweoffshore fera l'acquisition du navire le 7 avril 2015.
En février 2017, il est finalement revendu à la compagnie espagnole Baleària.

#### Baleària (depuis 2017)
Livré à son nouvel armateur en mars 2017, le navire est enregistré sous pavillon chypriote. Il quitte l'Allemagne, où il était stationné, le 3 mars et rejoint dans un premier temps Vigo, au nord-ouest de l'Espagne afin d'être reconverti pour accueillir des passagers. À l'occasion, sa décoration intérieure est modernisée et de nouveaux salons fauteuils sont aménagés. À la suite des travaux, il est mis en service en juin sur la ligne de Baleària entre Valence et Mostaganem en Algérie.
Le 13 octobre, alors que le navire se trouve au port de Valence, un incendie se déclare dans la salle des machines vers 16h30. Alors que les 400 passagers du car-ferry sont évacués, les sapeurs-pompiers de Valence interviennent à bord et parviennent à circonscrire les flammes au bout d'une heure. Immobilisé en raison des dégâts, le Regina Baltica est remorqué à Gibraltar le 14 décembre afin d'être remis en état. Il reprendra finalement ses traversées vers l'Algérie en janvier 2018.
Au cours de l'année 2020, la crise sanitaire provoquée par la pandémie de Covid-19 entraîne la fermeture des frontières algériennes et l'arrêt du trafic passagers avec l'Espagne et les autres pays européens. Sans affectation en raison de la suspension des traversées, le Regina Baltica inaugure à partir du mois d'août une nouvelle ligne de Baleària entre Sète et Nador.

## Aménagements
Le Regina Baltica possède 12 ponts numérotés du plus bas jusqu'au plus haut de 0 à 11 (selon les critères de numérotation conventionnels sur les navires, celle du Regina Baltica auraient dû être de 1 à 12). Les installations des passagers se situaient sur la totalité des ponts 7 et 6 ainsi que sur une partie des ponts 1, 2, 3, 4, 5 et 8. L'équipage occupait les ponts 8 et 9. Les ponts 1, 3, et 5 étaient dédiés au chargement des véhicules et du fret.

### Locaux communs
À sa mise en service, le Viking Song était équipé d'installations confortables situées majoritairement sur les ponts 6 et 7 vers l'arrière. Le navire disposait d'un bar-salon, d'un restaurant à la carte et d'un restaurant buffet sur le pont 7, d'une galerie marchande, d'une cafétéria et d'un grill sur le pont 6, d'un night club et d'un centre de conférence sur le pont 8 ainsi que d'une piscine intérieure et d'un sauna sur le pont 1.
Lorsque le navire est racheté par l'armateur Fred. Olsen., le night club est modifié et gagne un niveau supplémentaire et un amphithéâtre extérieur est ajouté sur le pont 9. Les autres installations sont pour leur part conservées durant la carrière du navire au sein des compagnies EstLine et Tallink.
En 2017, les installations du Regina Baltica sont légèrement modifiées en vue de son affectation sur les lignes vers le Maghreb. En plus de la décoration qui est modernisée, des salons fauteuils sont aménagés ainsi qu'une salle de prière.

### Cabines
Le Regina Baltica possède 505 cabines. La majorité d'entre elles sont situées sur les ponts 6 et 7 vers l'avant du navire tandis que d'autres se trouvent sur les ponts 2, 3, 4 et 5 de part et d'autre du garage ainsi que sur le pont 1. D'une capacité de deux à quatre personnes, toutes sont équipées de sanitaires comprenant douche, WC et lavabo.

## Caractéristiques
Le Regina Baltica mesure 145,19 mètres de long pour 25,51 mètres de large. Son tonnage était à l'origine de 13 878 UMS mais sera porté à 14 623 UMS en 1985 puis à 18 345 UMS en 1996. Le navire a une capacité de 2000 passagers et possède un garage pouvant accueillir 500 véhicules répartis sur trois niveaux. Le garage est accessible par deux portes rampes situées à l'arrière ainsi qu'une porte rampe avant. Des rampes d'accès mènent directement aux garages supérieurs sont présents au niveau des entrées. La propulsion est assurée par quatre moteurs diesels Wärtsilä-Pielstick 12PC2.5V développant une puissance de 19 480 kW entraînant deux hélices à pas variable faisant filer le bâtiment à une vitesse de 21,3 nœuds. Le Regina Baltica possédait à l'origine dix embarcations de sauvetage ouvertes de taille moyennes situées au niveau des ouvertures latérales sur les ponts 4 et 5. Il n'en possède plus que sept depuis quelques années. Elles sont complétées par un canot semi-rigide et plusieurs radeaux de sauvetage à coffre s'ouvrant automatiquement au contact de l'eau. Le navire est doté de deux propulseurs d'étrave facilitant les manœuvres d'accostage et d'appareillage ainsi que de stabilisateurs anti-roulis. Il est également équipé d'une coque brise-glace classée 1 A Super.

## Lignes desservies
Pour le compte de Viking Line, de 1980 à 1985, le Viking Song était affecté à la liaison entre la Finlande et la Suède sur la ligne Helsinki - Stockholm de nuit en tandem avec son sister-ship le Viking Saga.
Pour Fred. Olsen., le navire effectuait des traversées entre la Norvège, le Danemark et le Royaume-Uni, dans un premier temps sur la ligne Oslo - Hirtshals - Harwich puis à partir de 1989 entre Kristiansand, Hirtshals ou Harwich.
Sous les couleurs de Baltic Shipping, il était employé entre la Russie, la Suède et l'Allemagne sur la ligne Saint-Pétersbourg - Nynäshamn - Kiel de 1991 à 1996.
De 1996 à 2006, le Regina Baltica était affecté entre l'Estonie et la Suède sur la ligne Tallinn - Stockholm, tout d'abord sous les couleurs d'EstLine puis de Tallink à partir de 2001. En 2006, il est transféré entre la Lettonie et la Suède sur la ligne Riga - Stockholm jusqu'en 2009.
Au cours des étés 2009 à 2011, il effectue des rotations entre l'Espagne et le Maroc sur la ligne Almeria - Nador sous affrètement par la compagnie espagnole Acciona Trasmediterránea.
Depuis 2017, le Regina Baltica est affecté entre l'Espagne et l'Algérie sur la ligne Valence - Mostaganem. Depuis l'été 2020, en raison de la suspension des traversées vers l'Algérie en raison de la pandémie de Covid-19, le navire effectue la liaison entre la France et le Maroc sur la ligne Sète - Nador.